# Presidente da Assembleia da Iugoslávia
O Presidente da Assembleia Federal da Iugoslávia (em servo-croata: Predsednik Savezne skupštine Jugoslavije) da República Socialista Federativa da Iugoslávia era o presidente da legislatura iugoslava.
O cargo de Presidente da Assembleia da Iugoslávia ocupou um papel fundamental na estrutura política do país durante o período em que a Iugoslávia existiu como uma federação socialista. Responsável por presidir a câmara legislativa e liderar os processos de deliberação no órgão mais alto de representação do poder popular, o presidente da Assembleia desempenhava uma função chave na implementação de políticas e na articulação das diversas repúblicas e etnias que compunham a federação. 
A criação do cargo de Presidente da Assembleia da Iugoslávia esteve diretamente ligada à fundação da República Federativa Popular da Iugoslávia em 1945, posteriormente renomeada República Socialista Federativa da Iugoslávia em 1963. A Assembleia era composta por representantes das várias repúblicas federadas e nacionalidades que constituíam o mosaico cultural e étnico do país. O Presidente da Assembleia, além de moderar debates e conduzir votações, tinha a importante função de garantir que as decisões refletissem o equilíbrio entre os interesses das diferentes repúblicas. 

## Titulares
| N°. | Retrato | Nome (Nascimento–Morte)        | Mandato                  | Mandato                | Mandato          | Partido | Representando        |
| N°. | Retrato | Nome (Nascimento–Morte)        | Início                   | Fim                    | Tempo no cargo   | Partido | Representando        |
| --- | ------- | ------------------------------ | ------------------------ | ---------------------- | ---------------- | ------- | -------------------- |
| 1   |         | Ivan Ribar (1881–1968)[a]      | 26 de outubro de 1942[b] | 5 de março de 1945     | 2 anos, 130 dias | KPJ     | N/A                  |
| 2   |         | Lazar Sokolov (1914–1984)      | 5 de março de 1945       | 29 de novembro de 1945 | 269 dias         | KPJ     | N/A                  |
| 3   |         | Vladimir Simić (1894–1974)     | 29 de novembro de 1945   | 25 de dezembro de 1953 | 8 anos, 26 dias  | KPJ SKJ | N/A                  |
| 4   |         | Milovan Đilas (1911–1995)      | 25 de dezembro de 1953   | 16 de janeiro de 1954  | 22 dias          | SKJ     | N/A                  |
| 5   |         | Moša Pijade (1890–1957)        | 29 de janeiro de 1954    | 14 de março de 1957 †  | 3 anos, 44 dias  | SKJ     | N/A                  |
| 6   |         | Petar Stambolić (1912–2007)    | 26 de março de 1957      | 29 de junho de 1963    | 6 anos, 95 dias  | SKJ     | N/A                  |
| 7   |         | Edvard Kardelj (1910–1979)     | 29 de junho de 1963      | 16 de maio de 1967     | 3 anos, 321 dias | SKJ     | N/A                  |
| 8   |         | Milentije Popović (1913–1971)  | 16 de maio de 1967       | 8 de maio de 1971 †    | 3 anos, 357 dias | SKJ     | N/A                  |
| 9   |         | Mijalko Todorović (1913–1999)  | 29 de maio de 1971       | 15 de maio de 1974     | 2 anos, 351 dias | SKJ     | N/A                  |
| 10  |         | Kiro Gligorov (1917–2012)      | 15 de maio de 1974       | 15 de maio de 1978     | 4 anos           | SKJ     | N/A                  |
| 11  |         | Dragoslav Marković (1920–2005) | 15 de maio de 1978       | 14 de maio de 1982     | 3 anos, 364 dias | SKJ     | N/A                  |
| 12  |         | Raif Dizdarević (1926–)        | 15 de maio de 1982       | 13 de maio de 1983     | 363 dias         | SKJ     | Bósnia e Herzegovina |
| 13  |         | Vojo Srzentić (1934–)          | 13 de maio de 1983       | 15 de maio de 1984     | 1 ano, 2 dias    | SKJ     | Montenegro           |
| 14  |         | Dušan Alimpić (1921–2002)      | 15 de maio de 1984       | 15 de maio de 1985     | 1 ano            | SKJ     | Voivodina            |
| 15  |         | Ilaz Kurteshi (1927–2016)      | 15 de maio de 1985       | 15 de maio de 1986     | 1 ano            | SKJ     | Kosovo               |
| 16  |         | Ivo Vrandečić (1927–)          | 15 de maio de 1986       | 15 de julho de 1987    | 1 ano, 61 dias   | SKJ     | Croácia              |
| 17  |         | Marjan Rožič (1932–2017)       | 15 de julho de 1987      | 15 de maio de 1988     | 305 dias         | SKJ     | Eslovênia            |
| 18  |         | Dušan Popovski (1930–)         | 15 de maio de 1988       | 15 de maio de 1989     | 1 ano            | SKJ     | Macedônia            |
| 19  |         | Slobodan Gligorijević (1920–)  | 15 de maio de 1989       | 11 de junho de 1992    | 3 anos, 57 dias  | SKJ     | Sérvia               |